# گودبسک
گودبسک (به لاتین: Gudebsk) یک روستا در لهستان است که در گمینا شدرا واقع شده‌است.